# Šťavnatka buková
Šťavnatka buková (Hygrophorus penarius) je druh houby z čeledi šťavnatkovité (Hygrophoraceae).

## Znaky
Masitý klobouk je 3–15 cm široký, nejdříve polokulovitý s podvinutými okraji; postupně se plošně rozevírá a ve středu vmačkává. Pokožka je suchá, zřídkakdy mírně lepkavá, bílá, ve středu hnědožlutá.
Lupeny jsou silné, na klobouku řídce uspořádané, u třeně sbíhavé. Barvu mohou mít bělavou, žlutavou, broskvově oranžovou až narůžovělou. Výtrusný prach je bílý.
Třeň je 3,5–9 cm dlouhý, válcovitý či kuželovitý (zužující se směrem k bázi), suchý, bílý, u báze okrový, jemně vločkatý, báze je špičatá a mnohdy prohnutá.
Pevná, tvrdá, bělavá dužnina nemá nápadnou vůni ani chuť.

## Užití
Jedná se o jedlý druh.

## Ekologie
Od července do listopadu se tato houba vyskytuje ve všech nadmořských výškách, preferuje buky a duby.

## Rozšíření
Výskyt byl popsán v oblastech Severní Ameriky, Evropy, Ruska a Japonska.

## Galerie

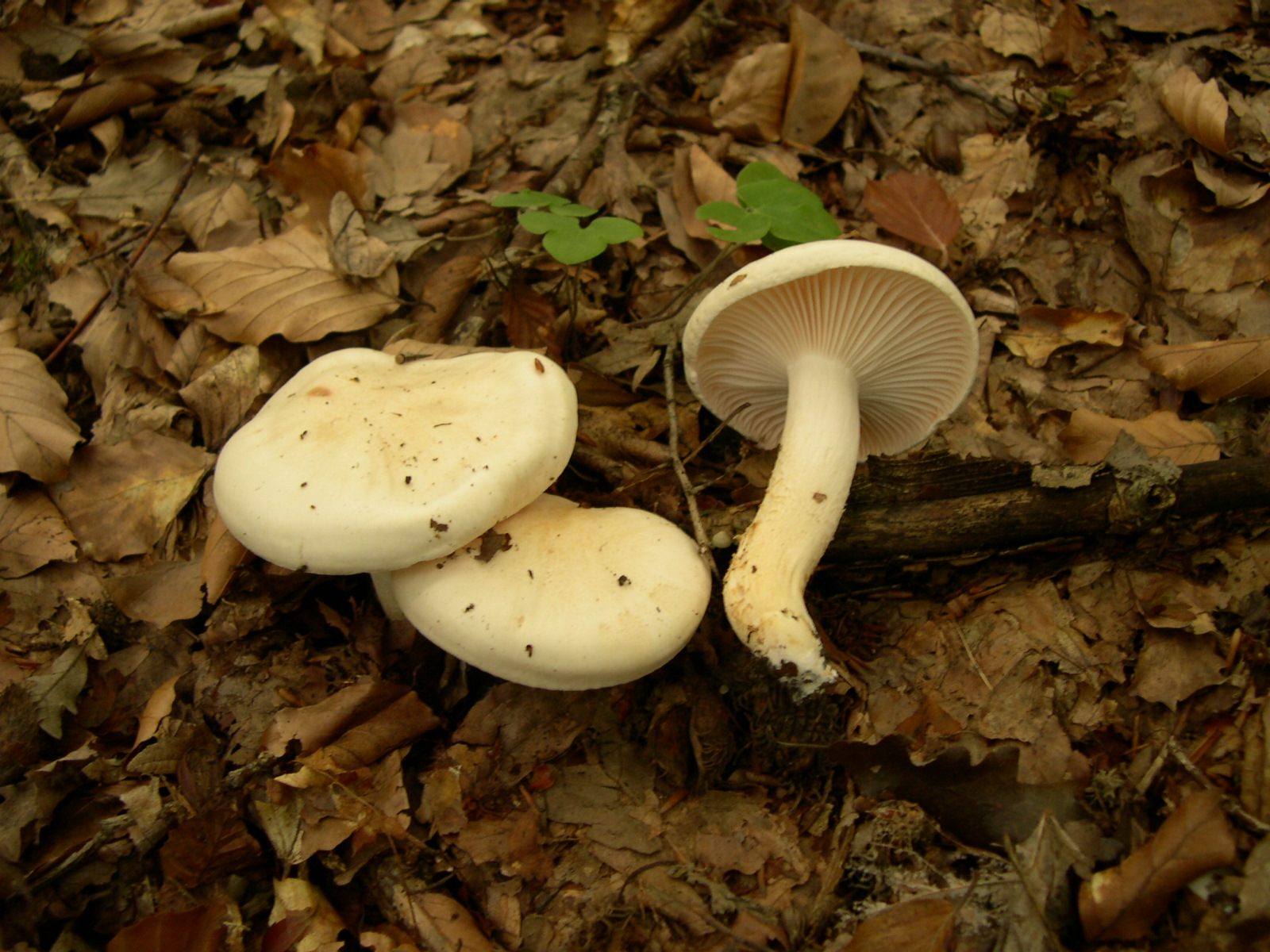
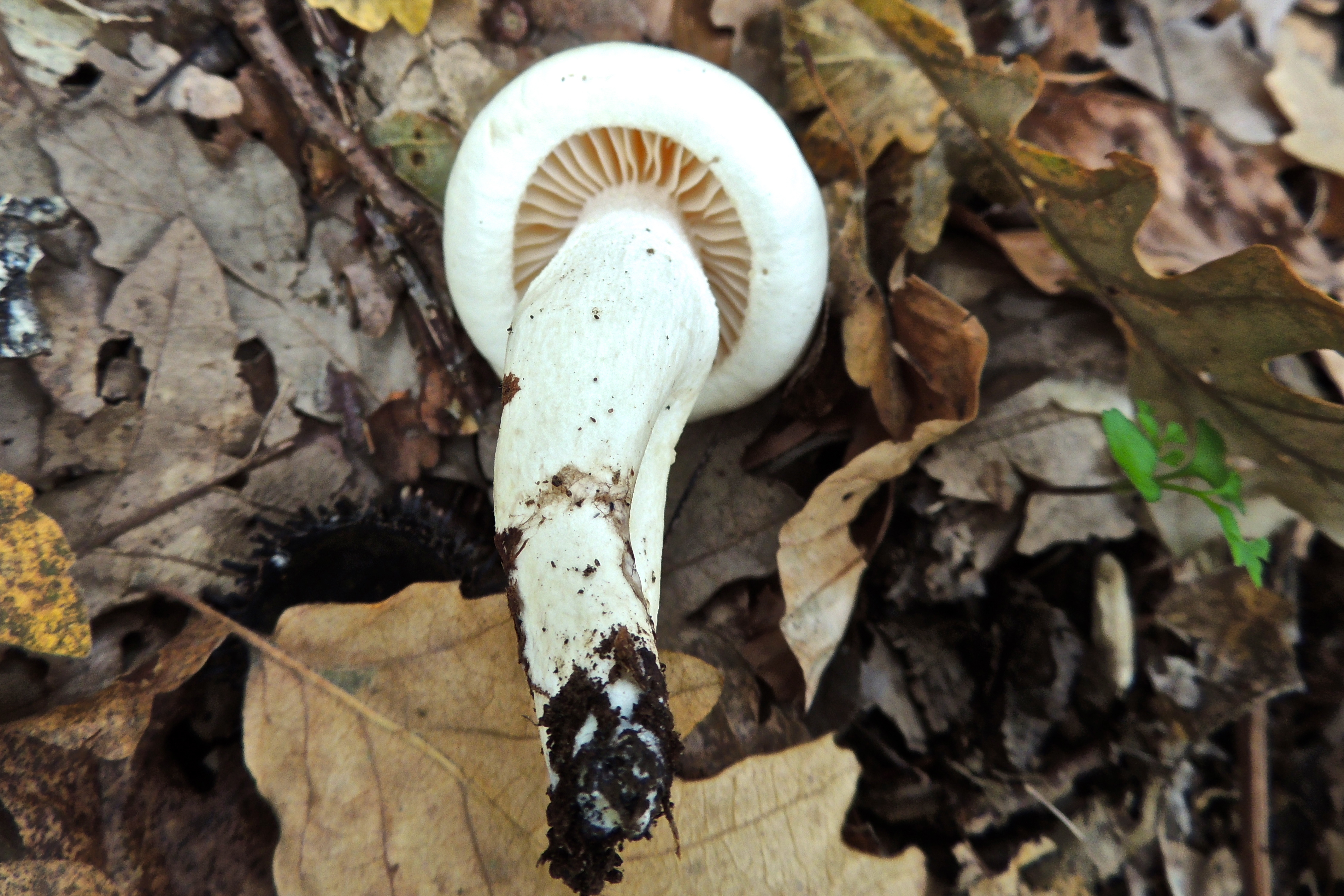

## Možnost záměny
- Šťavnatka básnická (Hygrophorus poetarum)
- Šťavnatka slonovinová (Hygrophorus eburneus)
- Šťavnatka rezavějící (Hygrophorus discoxanthus)
- Šťavnatka dubová (Hygrophorus penarioides)[4]